# Milano-Vignola 1978
La Milano-Vignola 1978, ventiseiesima edizione della corsa, si svolse il 25 aprile 1978 per un percorso totale di 238 km, con partenza da Rogoredo ed arrivo a Vignola. La vittoria fu appannaggio del belga Rik Van Linden, il quale completò la gara in 5h18'00", alla media di 44,905 km/h, precedendo gli italiani Marino Basso e Giuseppe Martinelli.

## Ordine d'arrivo (Top 10)
| Pos. | Corridore        | Squadra           | Tempo    |
| ---- | ---------------- | ----------------- | -------- |
| 1    | Rik Van Linden   | Bianchi           | 5h18'00" |
| 2    | Marino Basso     | Gis Gelati        | s.t.     |
| 3    | G. Martinelli    | Magniflex         | s.t.     |
| 4    | Dino Porrini     | Mecap             | s.t.     |
| 5    | L. Borgognoni    | Vibor             | s.t.     |
| 6    | Pierino Gavazzi  | Zonca             | s.t.     |
| 7    | Alessio Antonini | Selle Royal       | s.t.     |
| 8    | Aldo Parecchini  | Selle Royal       | s.t.     |
| 9    | Roberto Ceruti   | Mecap             | s.t.     |
| 10   | Mario Noris      | Intercontinentale | s.t.     |